# Robert de Newminster
Pour les articles homonymes, voir Robert, Newminster, Saint Robert et Saint-Robert.

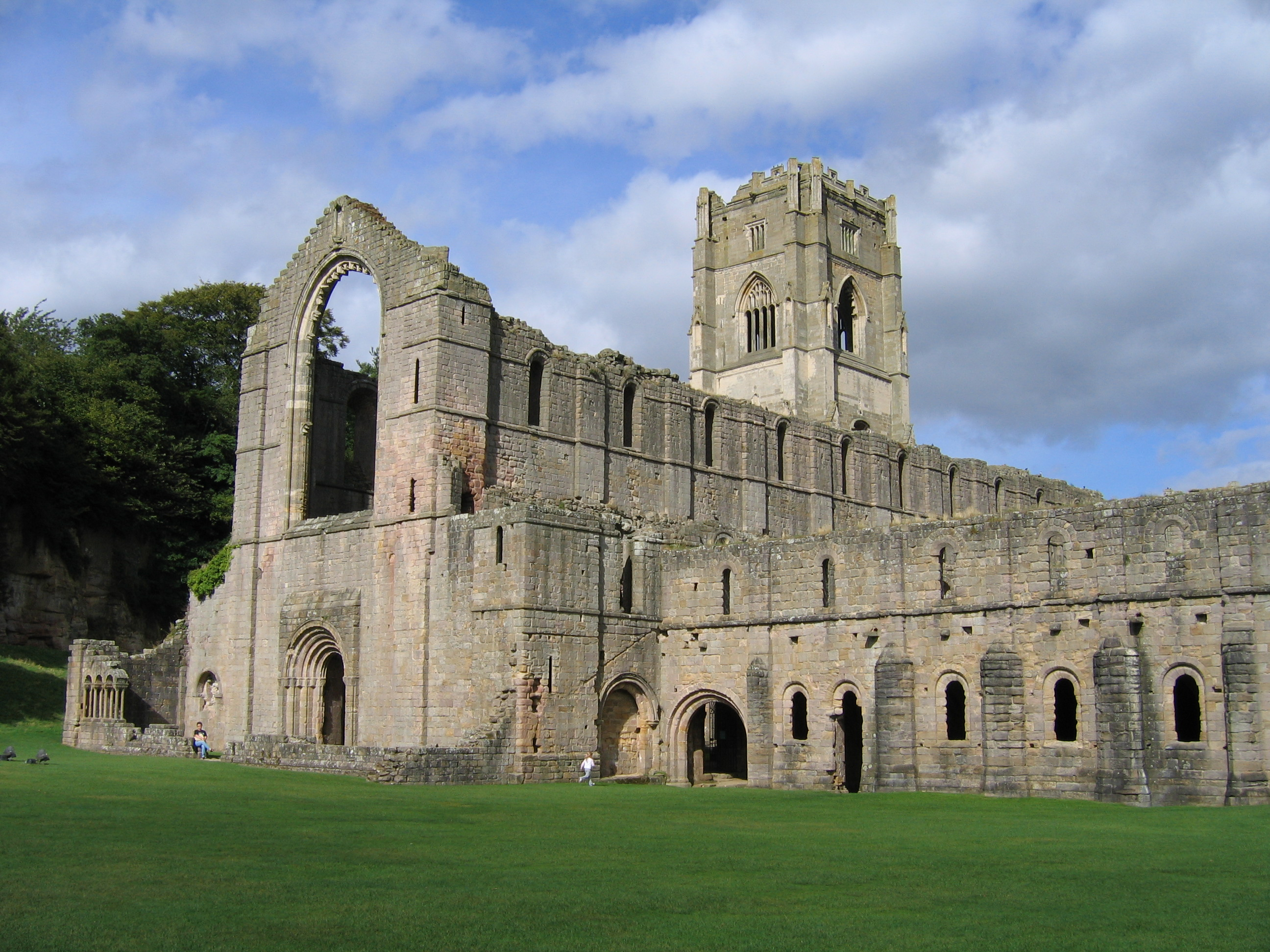
Ruines de l'abbaye de Fountains.

Robert de Newminster (vers 1100 – 7 juin 1159) est un prêtre puis abbé cistercien de Newminster. Il est considéré comme saint dans l'Église catholique romaine ; il est fêté le 7 juin.

## Biographie
Robert est dit être né dans le district de Craven, près de Skipton, dans le Yorkshire du Nord, probablement dans le village de Gargrave. Il étudie à l'université de Paris, où il aurait écrit, d'après ses hagiographes, un traité sur les Psaumes dont on n'a jamais trouvé la trace.
Il est ordonné prêtre à Paris, et retourne ensuite dans son village où il est nommé recteur. Plus tard, il devient moine à l'abbaye de Whitby. En 1132, il rejoint plusieurs autres moines bénédictins de l'abbaye Sainte-Marie d'York en dissidence avec les règles de leur ordre. Ils sont accueillis par l'archevêque Thurstan d'York qui leur offre un lieu pour fonder une nouvelle communauté. Comme c'est un endroit très humide, rempli de nombreuses sources, l'abbaye est nommée abbaye de Fountains (en anglais : Fountains Abbey). Ils adoptent la règle cistercienne.
Les premières années sont extrêmement difficiles pour les moines, très pauvres, qui vivent dans des bâtiments en planches au bord de la rivière Skell. Malgré leur dénuement, ils acquièrent une réputation de grande piété, de vie spirituelle profonde, et de sainteté.
En 1137, Robert prend la tête de la première colonie envoyée hors de l'abbaye pour établir une nouvelle communauté près de Morpeth Castle, dans le Northumberland. Il devient alors le premier abbé de la nouvelle abbaye de Newminster. La situation des moines est peu enviable, car ils subissent de plein fouet les fréquentes incursions écossaises dans le Nord de l'Angleterre. En août 1138, non loin de l'abbaye se déroule la bataille de l'Étendard.
Durant le temps de son abbatiat, trois groupes de moines sont à leur tour envoyés fonder de nouveaux monastères, à Pipewell dans le Northamptonshire (1141-1143), et à Roche (1147) et Sawley (1148) qui sont toutes deux dans le Yorkshire. Robert est décrit comme un homme généreux, miséricordieux, austère, priant énormément et rigoureux sur l'observance des règles monastiques. Il meurt le 7 juin 1159 et est inhumé dans l'abbaye de Newminster.

## Vénération
Ses reliques reposent dans l'église de Newminster, et des miracles sont constatés sur sa tombe, ce qui entraîne une grande ferveur et de nombreux pèlerinages sur sa sépulture.
Il n'a jamais été formellement canonisé, mais en 1656, l'ordre cistercien approuve officiellement son culte. Sa fête est fixée au 7 juin, le jour de sa mort. Il est le plus souvent représenté en abbé, tenant une église dans sa main.